# Euronaft Trzebinia
Euronaft Trzebinia Sp. z o.o. (VKM: ENTR) byl železniční dopravce provozující nákladní drážní dopravu v Polsku. Sídlem společnosti byla Trzebini. Společnost zanikla 1. června 2017 začleněním do firmy ORLEN KolTrans.

## Historie
V roce 1997 byl z mateřské společnosti Rafineria Trzebinia vyčleněno Oddělení hlavního mechanika do samostatné dceřiné společnosti s názvem Naftotransrem. Od 19. prosince 2003 se pak název společnosti změnil na současný.
Původně firma provozovala drážní dopravu pouze na vlečce mateřské rafinerie, po získání licence od polského drážního úřadu v roce 2004 pak zahájila provoz vlastních vlaků i na síti PKP Polskie Linie Kolejowe. Firma se zabývala téměř výhradně dopravou ropných produktů.
V roce 2016 měla společnost podíl 1,04 % na polském trhu nákladní železniční dopravy podle hrubých tunových kilometrů. K 1. červnu 2017 společnost zanikla začleněním do dopravce ORLEN KolTrans, který byl stejně jako Euronaft součástí skupiny PKN Orlen.

## Lokomotivy
Společnost provozovala čtyři motorové lokomotivy řady T448p (č. 008, 009, 109, 140) československého původu, které byly nasazovány na posun i vedení vlaků. Doplňovala je jedna motorová lokomotiva řady 060DA (č. 2386) využívaná pro vedení vlaků.